# Graham Price
Graham Price (Ismailia, 24 novembre 1951) è un ex rugbista a 15 internazionale per il Galles che rappresentò anche i British Lions in 12 test match consecutivi tra il 1977 e il 1983.

## Biografia
Nato nella base militare britannica di Moascar, nel circondario della città egiziana di Ismailia dove suo padre prestava servizio come sergente maggiore dell'esercito, dai sei anni in avanti crebbe in Galles a Pontypool e frequentò le scuole superiori a Monmouth, facendo parte della nazionale scolastica del Galles quando già aveva esordito in prima squadra del locale club, in cui rimase in tutta la sua carriera.
Nel corso del Cinque Nazioni 1975 debuttò in nazionale al Parco dei Principi di Parigi contro la Francia (vittoria 25-10) e insieme ai suoi due compagni del Pontypool Bobby Windsor e Charlie Faulkner formò una prima linea che divenne storica nella cultura di massa gallese come Viet Gwent e immortalata anche in una canzone di Max Boyce, artista originario di Neath.
Nella partita inaugurale marcò una meta che fu la base per la vittoria gallese nell'incontro e per la conquista del diciottesimo titolo del Cinque Nazioni.
Oltre a 41 presenze nel Galles, record internazionale all'epoca per un elemento di prima linea, conta anche 12 test match consecutivi ripartiti su 3 tour dei British Lions, nel 1977 e 1983 in Nuova Zelanda e nel 1980 in Sudafrica.
Ingegnere di professione, dopo il ritiro scrisse nel 1984 la sua autobiografia Price of Wales (gioco di parole su Prince of Wales, Principe di Galles); è anche occasionalmente commentatore sulla stampa e conferenziere; per i suoi contributi al rugby gallese fu insignito dell'Ordine dell'Impero Britannico in occasione delle onorificenze di compleanno della regina nel 2007.